# 約翰·巴西隆號驅逐艦
约翰·巴西隆号驱逐舰（USS John Basilone，DDG-122）是美国海军阿利·伯克级宙斯盾导弹驱逐舰，属于“技术增进版”（Flight IIA Technology Insertion）构型。
该舰以美国海军陆战队枪炮中士约翰·巴西隆（John Basilone）命名，他因在太平洋战争瓜达尔卡纳尔战役中的英勇行为，荣获美国最高军功奖章——荣誉勋章。
巴西隆是二战期间唯一一位同时获得荣誉勋章和海军十字勋章的海军陆战队士兵。

这是美国海军第二艘以约翰·巴西隆命名的军舰，第一艘为基灵级驱逐舰巴西隆号（USS Basilone，DD-824),该舰于1949年服役，并于1977年退役。
2024年3月18日，约翰·巴西隆号从肯纳贝克河驶入大西洋，展开为期四天的海试。
该舰于2024年7月由通用动力巴斯钢铁厂（交付给美国海军),随后于2024年11月9日在纽约市正式服役。